# イーサン・ホーヴァス
イーサン・シェイ・ホーヴァス（Ethan Shea Horvath, 1995年6月9日 - ）は、アメリカ合衆国・コロラド州ハイランズ・ランチ出身のサッカー選手。EFLチャンピオンシップ・カーディフ・シティ所属。アメリカ合衆国代表。ポジションはGK。

## 経歴

### クラブ
2013年8月、ノルウェーのモルデFKとプロ契約を結んだ。2015年5月16日にプロデビュー
2017年1月3日、ベルギーのクラブ・ブルッヘと4年半契約を結んだ。
2021年7月14日、ノッティンガム・フォレストFCと3年契約を結んだ。
2022年7月3日、ルートン・タウンFCへの1年間のローン移籍が発表された。
2024年2月1日、カーディフ・シティFCに移籍した。

### 代表
U-14年代からアメリカ合衆国代表に選出されている。2015年にはニュージーランドで開催される2015 FIFA U-20ワールドカップ参加メンバーに選出された が、クラブが派遣を拒否したため参加できなかった。
2016年10月7日のキューバ戦でフル代表デビュー。

## 代表歴

### 出場大会
- アメリカ代表
  - 2022 FIFAワールドカップ

### 試合数
- 国際Aマッチ 9試合 0得点（2016年-）[12]

| アメリカ代表 | 国際Aマッチ | 国際Aマッチ |
| 年           | 出場        | 得点        |
| ------------ | ----------- | ----------- |
| 2016         | 1           | 0           |
| 2017         | 1           | 0           |
| 2018         | 1           | 0           |
| 2019         | 1           | 0           |
| 2020         | 0           | 0           |
| 2021         | 3           | 0           |
| 2022         | 1           | 0           |
| 2023         | 1           | 0           |
| 2024         |             |             |
| 通算         | 9           | 0           |

## タイトル

### クラブ
モルデFK
- エリテセリエン: 2014
- ノルウェー・カップ: 2014

クラブ・ブルッヘ
- ジュピラー・プロ・リーグ: 2017-18, 2019-20, 2020-21
- ベルギー・スーパーカップ: 2018